# Idaea pulverata
Idaea pulverata är en fjärilsart som beskrevs av W. Warren 1901. Idaea pulverata ingår i släktet Idaea och familjen mätare. Inga underarter finns listade i Catalogue of Life.